# Geschichte der Juden in Leipzig
Die Geschichte der Juden in Leipzig geht bis ins 13. Jahrhundert zurück. Leipzig, die größte Stadt in Sachsen, war historisch ein Zentrum auch für Juden. Diskriminierung wurde bereits 1349 dokumentiert und erreichte mit massenhaften Deportationen und erzwungener Emigration durch die Nationalsozialisten in den 1930er und 1940er Jahren auch in Leipzig einen Höhepunkt. Ab 1945 begann die jüdische Gemeinde in Leipzig wieder zu wachsen und wächst bis heute weiter.

## Jüdisches Leben in Leipzig (vor 1933)

### 13. Jahrhundert

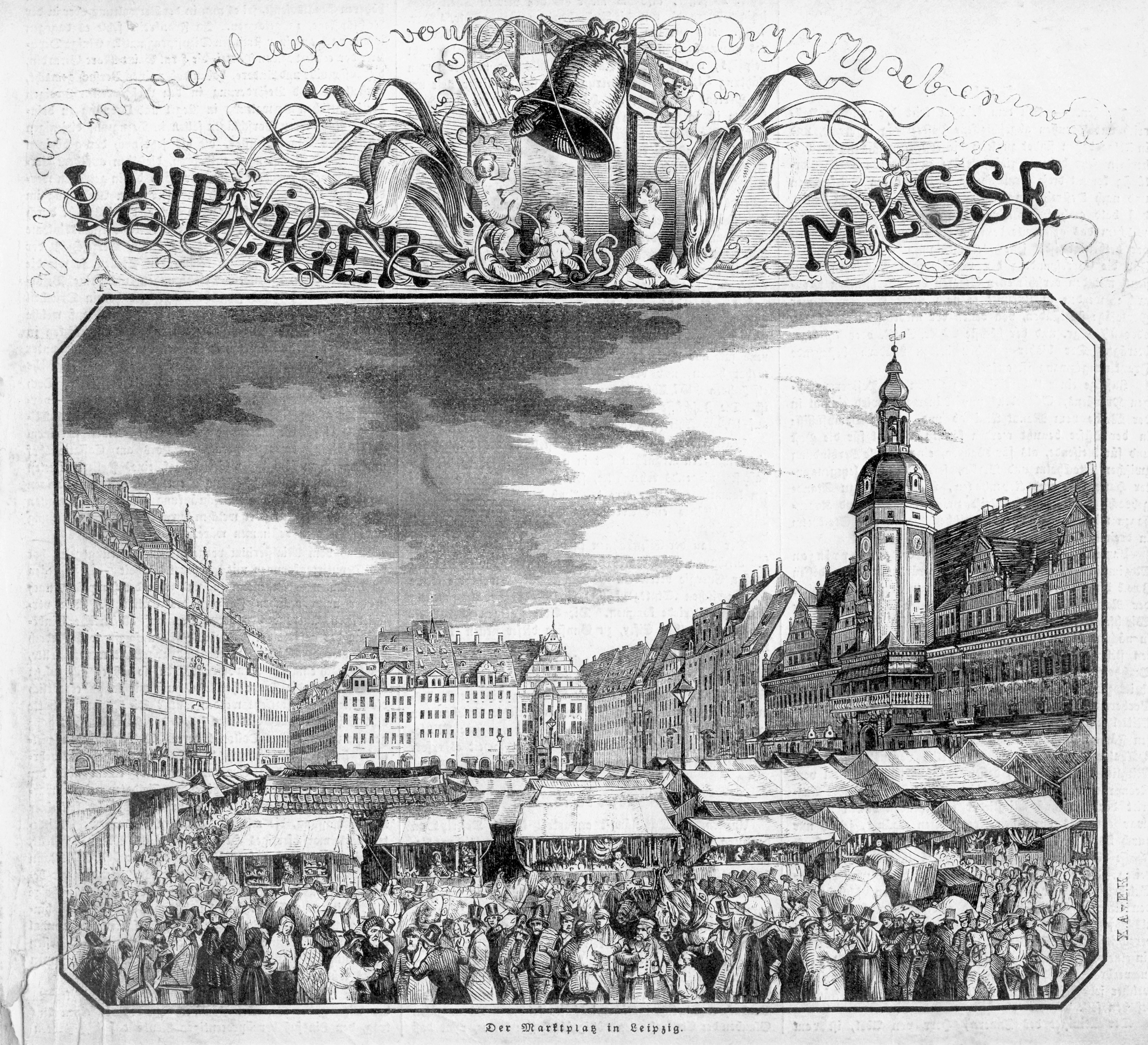
Leipziger Messe

Die älteste Quelle der Existenz einer jüdischen Gemeinde in Leipzig findet sich in einer Responsen-Sammlung aus der Zeit zwischen 1250 und 1285, die von Rabbi Isaak ben Mose (1180–1260) in seinem Hauptwerk or sarua (Das aufgehende Licht) zusammengestellt wurde. In einer der Antworten fungiert Rabbi Isaak als Schiedsrichter in einem Streit zwischen seinem Schwiegersohn aus Leipzig und einem Juden aus einer anderen Stadt. Aus der Dokumentation seiner Antwort auf den Streit ging hervor, dass die Leipziger Juden zu diesem Zeitpunkt bereits eine Synagoge besaßen und ihre Haupteinnahmequelle offenbar in Finanzgeschäften bestand. Die Juden in Leipzig genossen zu dieser Zeit allgemeines Ansehen, vor allem aufgrund ihres Erfolgs im Handel. Im Jahr 1248 veröffentlichte Herzog Heinrich der Erlauchte eine Urkunde, in der er den Leipziger Juden für ihren Beitrag zur wirtschaftlichen Entwicklung Leipzigs dankte. Die zentrale Lage Leipzigs lockte jüdische Händler aus ganz Europa zur Leipziger Messe, die für die Pflege der Außenbeziehungen europäischer Nationen und als Treffpunkt für Politiker von Bedeutung war. Auch die Messeordnung von 1268 spiegelte die Wertschätzung jüdischer Kaufleute wider, weil ihnen die gleichen Rechte gewährt wurden wie christlichen Kaufleuten und der Markttag aus Respekt vor dem jüdischen Schabbat von Samstag auf Freitag geändert wurde. Die relativ lockeren Handelsbestimmungen machten die Leipziger Messen europaweit sehr beliebt.

### 14. Jahrhundert
Bereits 1349 begannen die Leipziger Juden Diskriminierungsakten ausgesetzt zu sein. Im Februar 1349 vernichtete Markgraf Friedrich „der Ernste“ die gesamte jüdische Bevölkerung Leipzigs durch Brandstiftung. Ihre Wohnungen und andere Besitztümer wurden beschlagnahmt. Nach den Massenvertreibungen infolge der Pest (1348–1349) wurde den Juden schließlich die Rückkehr nach Leipzig gestattet. Für kurze Zeit erlebten die Juden viele Rechte und Privilegien wie vor 1349. Bis 1352 wurde in Leipzig eine Synagoge errichtet. Im Jahr 1359 werden in Urkunden eine Judengasse und ein jüdisches Viertel („Judenburg“) erwähnt. Die Judengasse erstreckte sich vor der Stadtmauer entlang dem Pleißemühlgraben (etwa in Höhe des Fleischerplatzes). Juden waren zu dieser Zeit in Leipzig relativ sicher und wurden geschützt, doch mit der Zeit verbreiteten sich immer strengere antijüdische Vorschriften.

### 15. Jahrhundert
Zu Beginn des 15. Jahrhunderts waren Juden mit strengen Vorschriften konfrontiert, die darauf abzielten, ihre Kultur zu diskriminieren. Beginnend mit einem Verbot öffentlicher Gebete in Synagogen erreichten die Vorschriften im Jahr 1430 ihren radikalen Höhepunkt, als die Leipziger Juden aus Sachsen vertrieben und auch ihr Eigentum beschlagnahmt wurde. Die Juden wurden jedoch weiterhin als Kaufleute geschätzt, da sie weiterhin zur Messe nach Leipzig zugelassen wurden, allerdings mit vielen Einschränkungen. Außerhalb der Messetage war es ihnen nicht gestattet, sich zu jeder Zeit in Leipzig aufzuhalten, jeder Jude, der zur Leipziger Messe kam, musste Schutzgeld zahlen und von den Behörden ausgestellte Dokumente vorlegen, und es war ihnen verboten, auf den Hauptstraßen sowie an christlichen Feiertagen und Sonntagen zu verkaufen.

### 16., 17. und 18. Jahrhundert
Da sich Juden zwischen dem 16. und 18. Jahrhundert größtenteils nur für kurze Zeit in der Stadt aufhalten durften, gab es praktisch keine ständige jüdische Gemeinde. Die jüdische Präsenz in Leipzig bestand hauptsächlich aus Händlern und Kaufleuten, die nur für die Dauer der Leipziger Messe blieben. Zwischen 1668 und 1764 besuchten 82.000 Juden diese Messen und trugen maßgeblich zur Entwicklung Leipzigs als Handelszentrum bei. Aufgrund der überwältigenden Zahl von Juden, die sich während der Messezeiten vorübergehend in Leipzig aufhielten, richteten viele Kaufleute Betstuben ein. Im Bereich des Brühls wurde 1763 eine genehmigte Synagoge, die Brodyer Synagoge, eingerichtet, und an der Messe teilnehmende Juden blieben auf dem Brühl und den umliegenden Straßen und Gassen.
Im Jahr 1713 erhielt Gerd Levi aus Hamburg, ein Münzmeister und Hoflieferant, als erster Jude seit den Ereignissen des Februar 1349 das Bürgerrecht in Leipzig. Dies war der erste der sogenannten „privilegierten“ jüdischen Haushalte, denen der Aufenthalt in Leipzig gestattet wurde. Bis zur Mitte des 18. Jahrhunderts wuchs die Zahl der dauerhaften jüdischen Ansiedlungen auf sieben, und bis zum Ende des Jahrhunderts hatten sich in Leipzig knapp 50 jüdische Kaufleute mit ihren Haushalten eingerichtet.

### 19. Jahrhundert

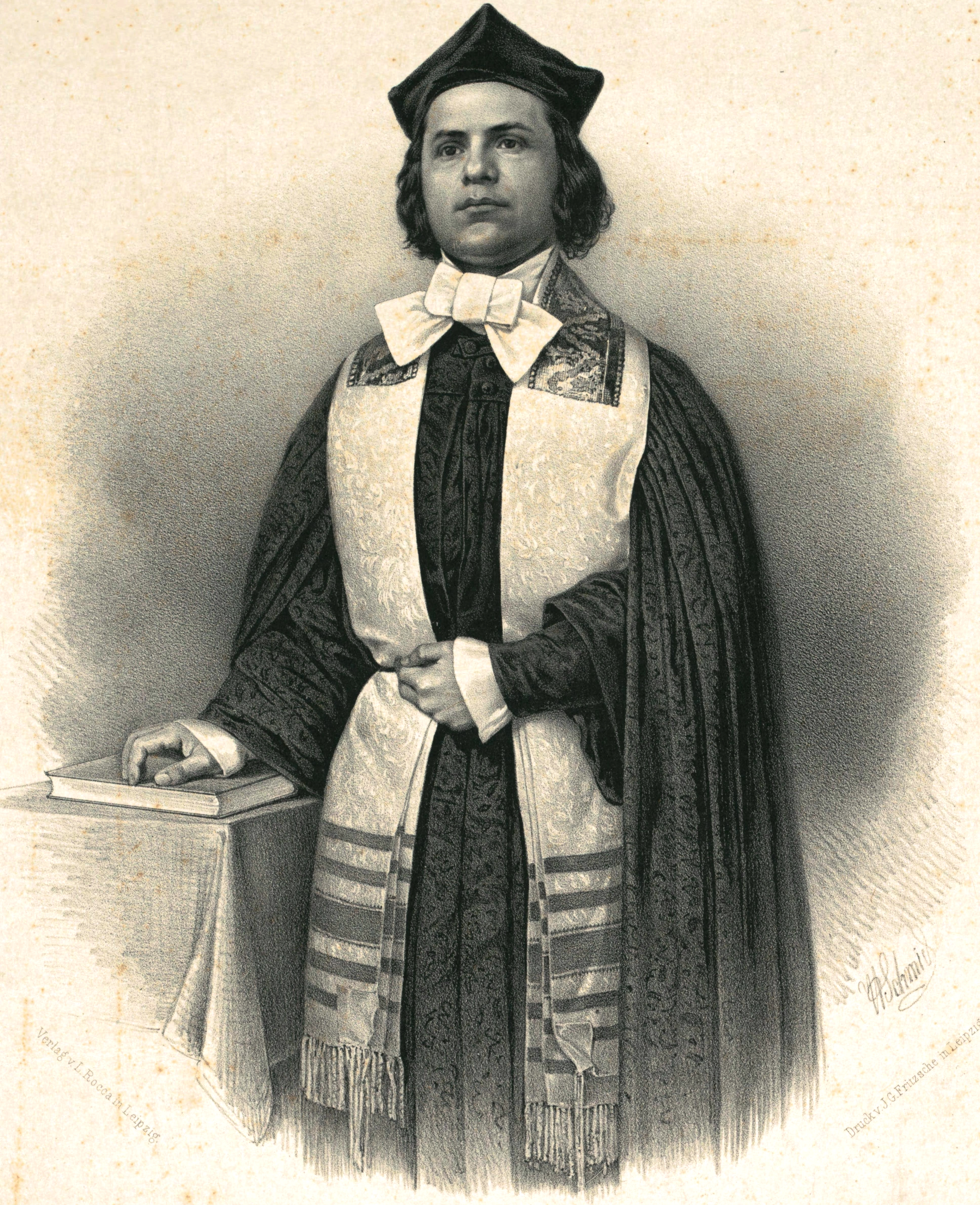
Adolf Jellinek, der erste Oberrabbiner von Leipzig

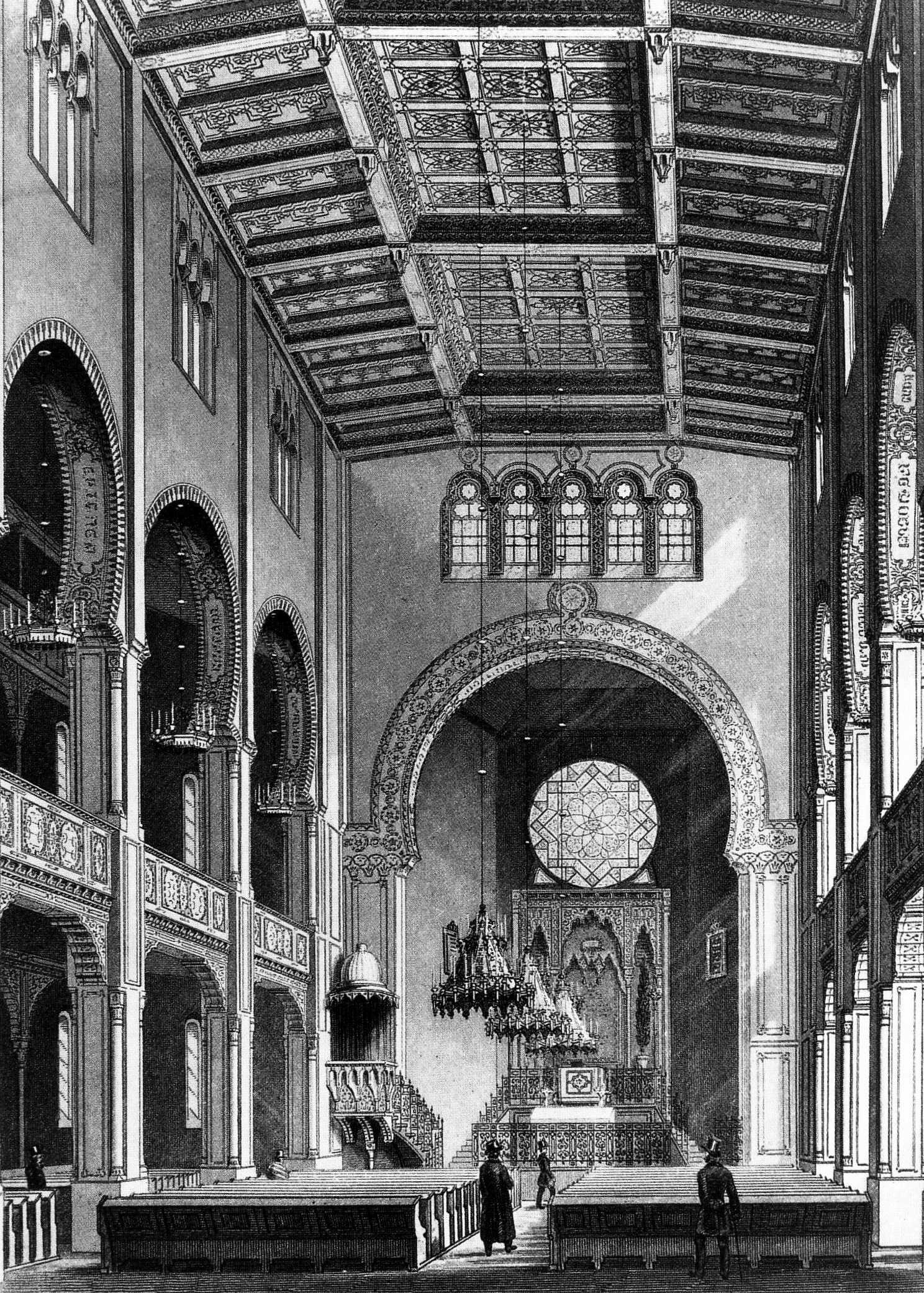
Die alte Leipziger Synagoge, bevor sie während des Novemberpogroms vom NS-Staat zerstört wurde

Der Beginn des 19. Jahrhunderts markierte eine Wiederbelebung der Leipziger jüdischen Gemeinde. Ab 1810 durften polnische Juden, die zum Handel nach Leipzig kamen, dort bleiben. Von da an expandierte die jüdische Gemeinde. Juden durften wieder öffentliche Gottesdienste abhalten, und 1815 stimmte der Stadtrat der Eröffnung des ersten jüdischen Friedhofs Leipzigs zu. Am 18. Mai 1837 erhielt die wachsende jüdische Gemeinde Leipzigs die Erlaubnis, eine Religionsgemeinschaft zu gründen, ihrem Antrag auf Erlaubnis zum Bau einer Synagoge wurde jedoch nicht stattgegeben. Am 16. August 1838 wurden ihnen die Bürgerrechte mit Ausnahme der kommunalen und der politischen Rechte verliehen. In dieser Zeit begannen Juden, eine aktivere Rolle in der Leipziger Akademikerschaft zu übernehmen. Im Jahr 1839 war Julius Fürst der erste Jude, der an der Universität Leipzig lehrte. Leipziger Juden bekleideten in dieser Zeit sogar prominente Richterämter, wie Martin Eduard Sigismund von Simson, der von 1879 bis 1891 Präsident des Reichsgerichts in Leipzig war. Für Ostjuden, die als ausländische Juden zählten, war es jedoch nahezu unmöglich, die sächsische Staatsbürgerschaft zu erhalten. Dazu musste Juden in Leipzig geboren und 21 Jahre alt sein oder seit mindestens dreißig Jahren in Sachsen wohnhaft sein. Die Jüdische Gemeinde als offiziell staatlich anerkannte Organisation wurde erst 1847 gegründet und erst zu diesem Zeitpunkt durften sich Juden ohne Einschränkungen in Leipzig niederlassen. Die Reformbewegungen der Jahrhundertmitte führten schließlich 1855 zum Bau der Leipziger Synagoge, fast zwei Jahrzehnte nachdem der Antrag von Rabbi Zacharias Frankel, in Leipzig eine Synagoge zu gründen, abgelehnt wurde. Der erste Rabbiner, der der jüdischen Gemeinde in Leipzig diente, war Rabbi Adolf Jellinek, der von 1848 bis 1855 amtierte und der den Präzedenzfall für das Amt eines Oberrabbiners beim Zusammenschluss der jüdischen Gemeinde in Leipzig darstellte. Gegen Ende des 19. Jahrhunderts begann sich der Antisemitismus zu verstärken. Zu dieser Zeit erschienen mehrere antisemitische Zeitungen und die Häufigkeit gezielter Schikanen und Diskriminierungen gegen Juden nahm zu.

### Anfang des 20. Jahrhunderts
Als Oberrabbiner von Leipzig ist insbesondere Dr. Felix Goldmann, prominenter Vertreter des liberalen jüdischen Aktivismus in Deutschland, zu nennen. Er übernahm das Amt 1917, half bei der Gründung der „Jewish Agency for Israel“ und des „Keren Hayesod“ und war auch für seine wissenschaftliche Arbeit und Arbeiten zum Thema Antisemitismus bekannt. Die jüdische Gemeinde wuchs in dieser Zeit stetig weiter. Zu Beginn des 20. Jahrhunderts gab es in Leipzig etwa 6.000 jüdische Einwohner. Im Jahr 1910 stieg diese Zahl auf 9.728, und 1925 hatte Leipzig mit 13.047 Juden offiziell die größte jüdische Gemeinde in Sachsen. Während dieses Höhepunkts der jüdischen Bevölkerungsentwicklung gehörten viele Leipziger Juden der oberen Mittelschicht an, zu der Geschäftsleute, Handwerker, Angestellte, Ärzte und Anwälte zählten. Die jüdische Gemeinde Leipzig legte mehrere Programme auf, um Bedürftigen zu helfen, und zu Beginn des Ersten Weltkriegs gab es 48 aktive Wohltätigkeitsorganisationen. In dieser Zeit wurden mehrere gemeinnützige Einrichtungen eröffnet, darunter das 1928 von Chaim Eitingon gegründete jüdische Krankenhaus, und etwa zur gleichen Zeit wurde von der Familie Ariowitsch ein jüdisches Altersheim gegründet. Das Krankenhaus trägt seit 1992 wieder den Namen Eitingon-Krankenhaus (Eitingonstraße 12) und untersteht der Verwaltung des Städtischen Klinikums St. Georg. Danach ging die jüdische Bevölkerung Leipzigs maßgeblich durch die Machtübernahme der Nationalsozialisten zurück. In der Volkszählung des Deutschen Reiches vom 19. Mai 1939 wurde festgestellt, dass 0,5 % der Leipziger Bürger Juden waren, davon 4.470 Juden aufgrund ihrer Abstammung und 4.113 aufgrund ihrer Religionszugehörigkeit.

## NS-Herrschaft und davor (1922–1945)

### Die NSDAP
Die NSDAP gründete 1922 eine Leipziger Ortsgruppe, das ist eine vergleichsweise frühe NS-Präsenz in der Stadt. Die NSDAP-Landesverwaltung war neben dem Hauptfinanzamt und der Staatspolizei für die Umsetzung der judenfeindlichen Politik zuständig. Im Herbst 1939 initiierte die NSDAP Judenhäuser, in denen jüdische Bewohner und nichtjüdische Ehegatten aus „Mischehen“ auf engstem Raum zusammenleben mussten. Die 47 Judenhäuser lagen in ihrer Mehrzahl in der inneren Nord- und Westvorstadt, eingegrenzt von der Nord- und der Funkenburgstraße. Familien wurden zwischen den Judenhäusern ständig umverteilt, einige mussten sieben Mal im Jahr umziehen.

### Auswanderung
Die Jüdische Gemeinde Leipzig richtete eine Abteilung ein, die sich mit der zu erwartenden Abwanderung jüdischer Familien aus der Stadt befassen sollte. Die Abteilung arbeitete eng mit „Palästinaamt“ zusammen, um eine sichere Ankunft in „Eretz Israel“ zu gewährleisten, und mit dem „Hilfsverein der deutschen Juden“ für die Auswanderung in alle anderen Länder. Allerdings war es für die Leipziger Juden eher schwierig, die nötigen Papiere für die Auswanderung zu erhalten. Um die erforderlichen Zertifikate zu erhalten, mussten Juden in denjenigen Berufen ausgebildet werden, die ihr Zielland benötigte. Da viele Leipziger Juden in der Wirtschaft und im Pelzhandel arbeiteten – Tätigkeiten, die in dem Land, in das sie auswandern wollten, nicht benötigt wurden –, meldeten sich viele von ihnen für Umschulungen an und erlernten dort Arbeiterberufe wie Maurer oder Tischler.

### Politischer Alltag
Carl Friedrich Goerdeler, von 1930 bis 1937 Oberbürgermeister der Stadt, war zwar nationalkonservativ, aber ein bekannter Gegner des NS-Regimes in Deutschland. Er trat 1937 zurück, als sein Stellvertreter, Rudolf Haake, der der NSDAP angehörte, in seiner Abwesenheit die Zerstörung des städtischen Felix-Mendelssohn-Denkmals anordnete. Mitte 1938 wurde Juden erstmals das Benutzen von Parkbänken im Rosentalpark verboten. Bis Ende des Jahres sollten Juden aus allen öffentlichen Parks der Stadt verbannt werden.

### Erste Abschiebungen

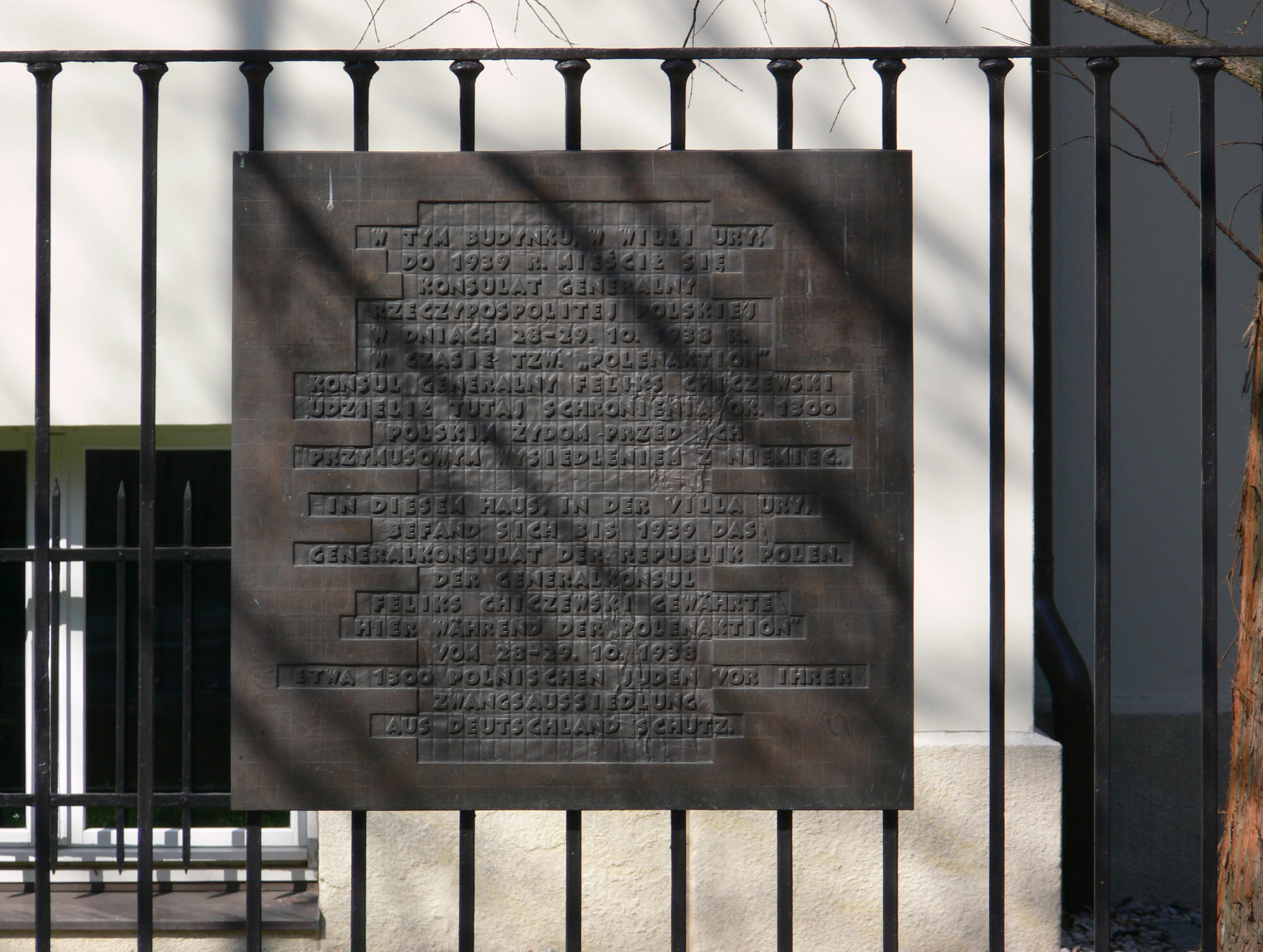
Gedenktafel am ehemaligen polnischen Konsulat, in dem 1.300 polnische Juden 1938 Zuflucht fanden

Am 28. Oktober 1938 erlebte Leipzig im Rahmen der Polenaktion die erste groß angelegte Deportation von fünfzig Prozent seiner jüdischen Einwohner. Diejenigen, die als polnische Staatsangehörige oder Staatenlose galten, sollten deportiert werden, doch das örtliche polnische Konsulat konnte 1.300 polnische Juden unterbringen und so ihre Deportation verhindern. Der Rest wurde per Eisenbahn zur polnischen Grenze transportiert und in Zbąszyń abgesetzt, einem Waldgebiet gleich hinter der Grenze zwischen Polen und Deutschland. Martin Kapel erlebte diese Deportation hautnah, als er und seine Familie in einen überfüllten Zug gezwungen wurden, quer durch das Land transportiert wurden und unter der Führung der SS nach Polen marschieren mussten. Er stellt fest, dass einige der Gefangenen auf dem Marsch zu alt zum Laufen waren, andere Kinder trugen und einige direkt aus ihren Krankenhausbetten geholt wurden. Einem separaten Bericht zufolge sagte Zindel Grynszpan aus, dass er und seine Familie über einen Kilometer von der polnischen Grenze entfernt aus dem Zug gedrängt wurden. Als die Gruppe Juden sich auf den Weg zur polnischen Grenze machte, wurden sie von SS-Männern mit Peitschen traktiert, und diejenigen, die fielen, wurden schwer geschlagen.

### Novemberpogrom

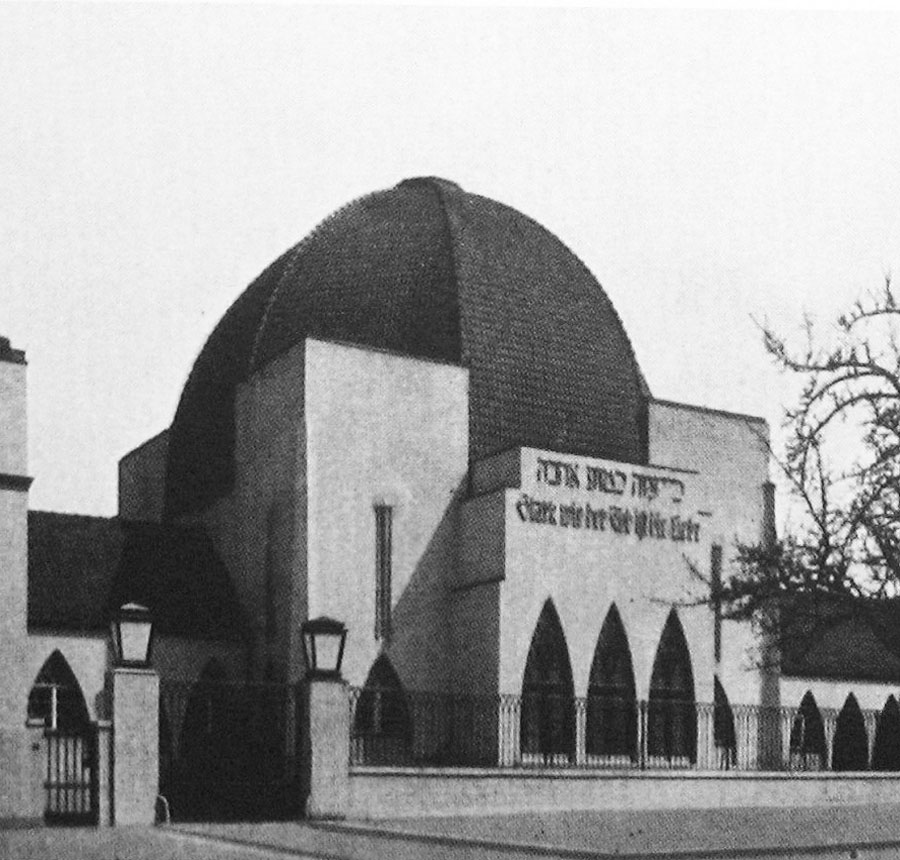
In der Pogromnacht schwer beschädigt: Die Trauerhalle auf dem Neuen Israelitischen Friedhof

In der Pogromnacht 1938 wurden 553 jüdische Männer verhaftet, Zentren des jüdischen Gemeindelebens sowie eines der architektonisch bedeutendsten Gebäude der Stadt, die Leipziger Synagoge aus dem Jahr 1855, zerstört. Tatsächlich wurden in drei Synagogen Brandsätze gelegt und ihre heiligen Aufzeichnungen und Gegenstände zerstört. Auch die Brody-Synagoge und die nach einem Entwurf von Wilhelm Haller gebaute Trauerhalle des jüdischen Friedhofs wurden in dieser Nacht schwer beschädigt. Jüdische Grabsteine wurden zerbrochen und Gräber exhumiert, und von den Exhumierten blieben fast zehn Menschen fast eine Woche lang unbestattet, weil viele Totengräber verhaftet worden waren. Neben jüdischen Gotteshäusern wurden in der Pogromnacht auch Sachschäden an jüdischen Geschäften wie Bamberger & Hertz angerichtet. Außerdem wurden Fenster am Brühl eingeschlagen und wertvolle Pelze gestohlen. Jüdisches Eigentum, das nicht vollständig zerstört wurde, wurde von den Nationalsozialisten für die Dauer des Zweiten Weltkriegs „arisiert“.

### Der Holocaust
Die Deportationen deutsch-jüdischer Bürger aus Leipzig begannen am 21. Januar 1942 und dauerten bis zum 13. Februar 1945, als die letzten 220 Juden nach Theresienstadt deportiert wurden. Darüber hinaus wurden Juden, die nicht reisen konnten, ebenso wie ältere Menschen gezwungen, im Judenhäusern zu wohnen. Die Nationalsozialisten wollten die Entstehung eines Ghettos verhindern, wollten aber keine über die ganze Stadt verstreute jüdische Bevölkerung haben.
Unterdessen wurden jüdische Männer und Frauen aus verschiedenen deutsch besetzten Ländern in Außenlager des Konzentrationslagers Buchenwald, die in der Stadt betrieben wurden, deportiert. Im Außenlager Leipzig-Schönau befanden sich 500 jüdische weibliche Häftlinge, während im Außenlager der örtlichen HASAG-Rüstungsfabrik 5.000 weibliche Häftlinge unterschiedlicher Nationalität untergebracht waren, von denen ein Drittel Jüdinnen waren. Dort wurden sie zur Zwangsarbeit gezwungen und kranke und schwangere sowie als arbeitsunfähig geltende Frauen in andere Konzentrationslager deportiert. Im HASAG-Werk gab es auch ein Außenlager für fast 700 Männer, darunter Juden, die hauptsächlich zur Erprobung der hergestellten Munition eingesetzt wurden.

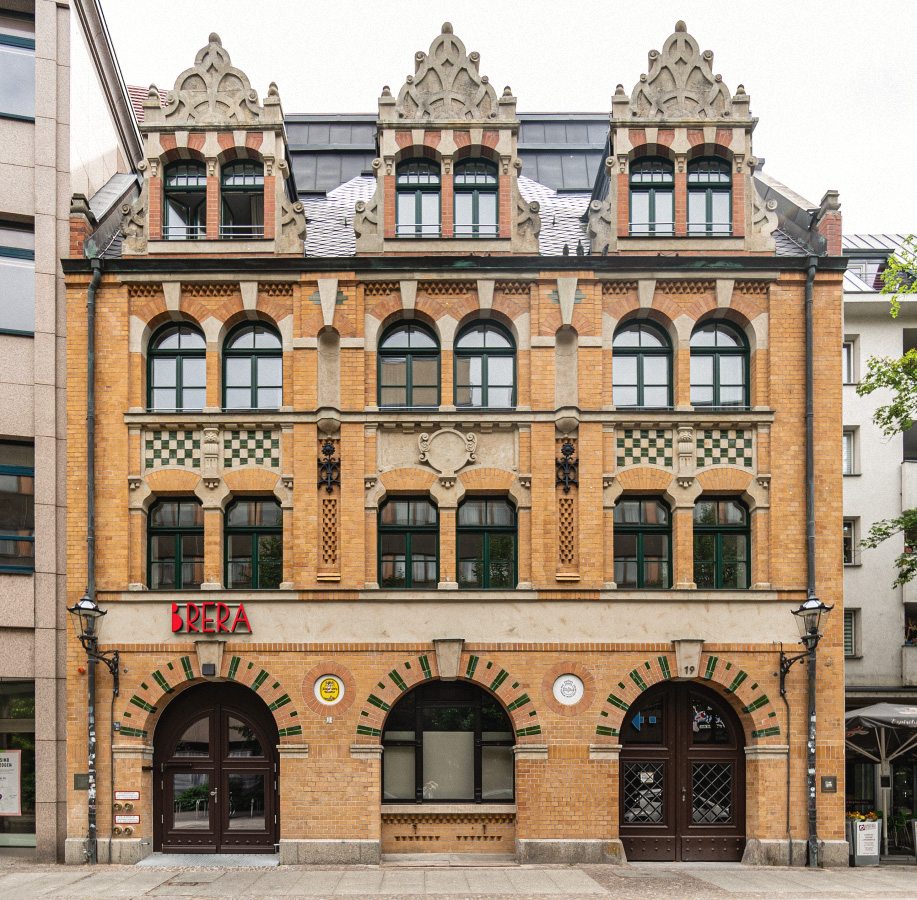
Große Fleischergasse 19, eine der beiden Adressen des Auktionshauses Klemm (1951 liquidiert)

Nach der Deportation der Leipziger Juden führte das Finanzamt Begehungen der verlassenen Häuser durch und beschlagnahmte zurückgelassene Möbel, Schmuck und Kleidung. Diese Besitztümer wurden später vom Finanzamt und dem Auktionshaus Hans Klemm zu günstigen Preisen an „arische“ Käufer verkauft.
Im Februar 1945 wurden 180 Frauen aus dem Außenlager Leipzig-Schönau in ein Außenlager in Bernburg deportiert. Anfang April 1945 wurden über 1.000 Frauen aus einem Außenlager in Hessisch Lichtenau in die Außenlager Leipzig-Schönau und Leipzig-Thekla deportiert. Am 13. April 1945 schickte die SS die meisten Häftlinge der örtlichen Außenlager auf Todesmärsche in andere Lager.

#### Nach dem Zweiten Weltkrieg
Insgesamt wurden knapp 2.000 Juden aus Leipzig in die Vernichtungslager der Nationalsozialisten deportiert. Bis 1945 gab es nur noch 15 Juden in der Stadt, zu ihnen kamen 200 Rückkehrer aus Theresienstadt, um erneut die jüdische Gemeinde zu bilden.

### Arisierung in Leipzig
Die Arisierung oder „Entjudung“ jüdischer Unternehmen während der Zeit des Nationalsozialismus von 1933 bis 1945 sollte die deutsche Wirtschaft vom jüdischen Einfluss befreien und die laut NS-Ideologie „geplante“ Zerstörung der deutschen Lebensweise durch die Juden stoppen. Neu eingeführte Gesetze wie die Arierklausel und die Nürnberger Rassengesetze stuften Juden als „rassisch minderwertig“ ein und in der Folge verkündete die NSDAP langsam ihr wichtigstes Ziel: Ausschluss der Juden aus der deutschen Lebensweise. Durch eine rassistisch voreingenommene Wirtschaftspolitik, durch Propaganda betriebene Boykotte und die umfassende Beschlagnahmung jüdischen Eigentums gelang es dem NS-Regime, die Juden aus dem deutschen Geschäftsleben und schließlich aus der breiten Bevölkerung auszuschließen, was wiederum die jüdische Auswanderung aus Deutschland systematisch vorantrieb.

#### Das Kaufhaus M. Joske & Co.
Fast 30 Jahre lang betrieb Max Joske zwei Warenhäuser in Leipzig, eines in der Windmühlenstraße und ein kleineres in der Karl-Heine-Straße 43–45 im Leipziger Westen, unter dem Namen M. Joske & Co. Während des Boykotts im April 1933 wurde seinen beiden Söhnen Hans und Julius, die amtierende Geschäftsführer und Teilhaber waren, befohlen, am Eingang des Ladens zu stehen, während sie verspottet und gedemütigt wurden. Boykott-Aktivisten schüchterten Kunden ein und blockierten den Eingang zum Geschäft. Darüber hinaus waren die Schaufenster des Kaufhauses M. Joske wie die vieler anderer Geschäfte mit antisemitischen Parolen beschmiert. Aufgrund dieser Orchestrierung begannen die Kunden des Ladens allmählich, Einkäufe hier zu vermeiden, und neue Kunden traten nicht an ihre Stelle. Aufgrund dieser Umsatzeinbußen musste Julius schließlich Insolvenz anmelden, was dazu führte, dass das Unternehmen liquidiert und versteigert wurde.

#### Deutsche Bank
Am 1. April 1933, dem Tag des reichsweiten antijüdischen Boykotts, forderten Mitglieder der Nationalsozialistischen Betriebszellenorganisation (NSBO), jüdische Mitarbeiter aus der Bank zu entfernen,   nachdem NSDAP-Funktionäre schon ein Jahr Druck auf den Aufsichtsrat der Deutschen Bank ausübten, jüdische Vorstandsmitglieder zu entlassen. Nach dieser Konfrontation erhielten zwar nur wenige Mitarbeiter eine Kündigung ihrer Verträge, doch der interne Druck auf den Vorstand steigerte sich und führte dazu, dass viele von Juden geführte Niederlassungen und Firmen gesäubert oder verkauft wurden. Durch derartige Aktivitäten sank die Zahl jüdischer Firmen von 1933 bis 1935 von 100.000 auf fast 75.000. Bis Ende 1937 war diese Zahl auf 33.000 gesunken. Die Forderung nach der Entlassung jüdischer Angestellter und Vorstände war nicht die einzige Möglichkeit, bei Firmen wie der Deutschen Bank den Arisierungsprozess voranzutreiben. In dieser Zeit, insbesondere zwischen 1935 und 1940, hatten staatliche Stellen zudem die Steuerbelastung für solche Unternehmen erhöht. Konkret wurde der Körperschaftsteuersatz von 20 % im Jahr 1935 auf 40 % in den Jahren 1939–40 erhöht. Darüber hinaus wurde Anfang 1939 eine neue Zusatzsteuer (Mehreinkommensteuer von 15 % auf die von 1937 zu 1938 gestiegenen Gewinne) eingeführt.

#### Leipziger Pelzhandel

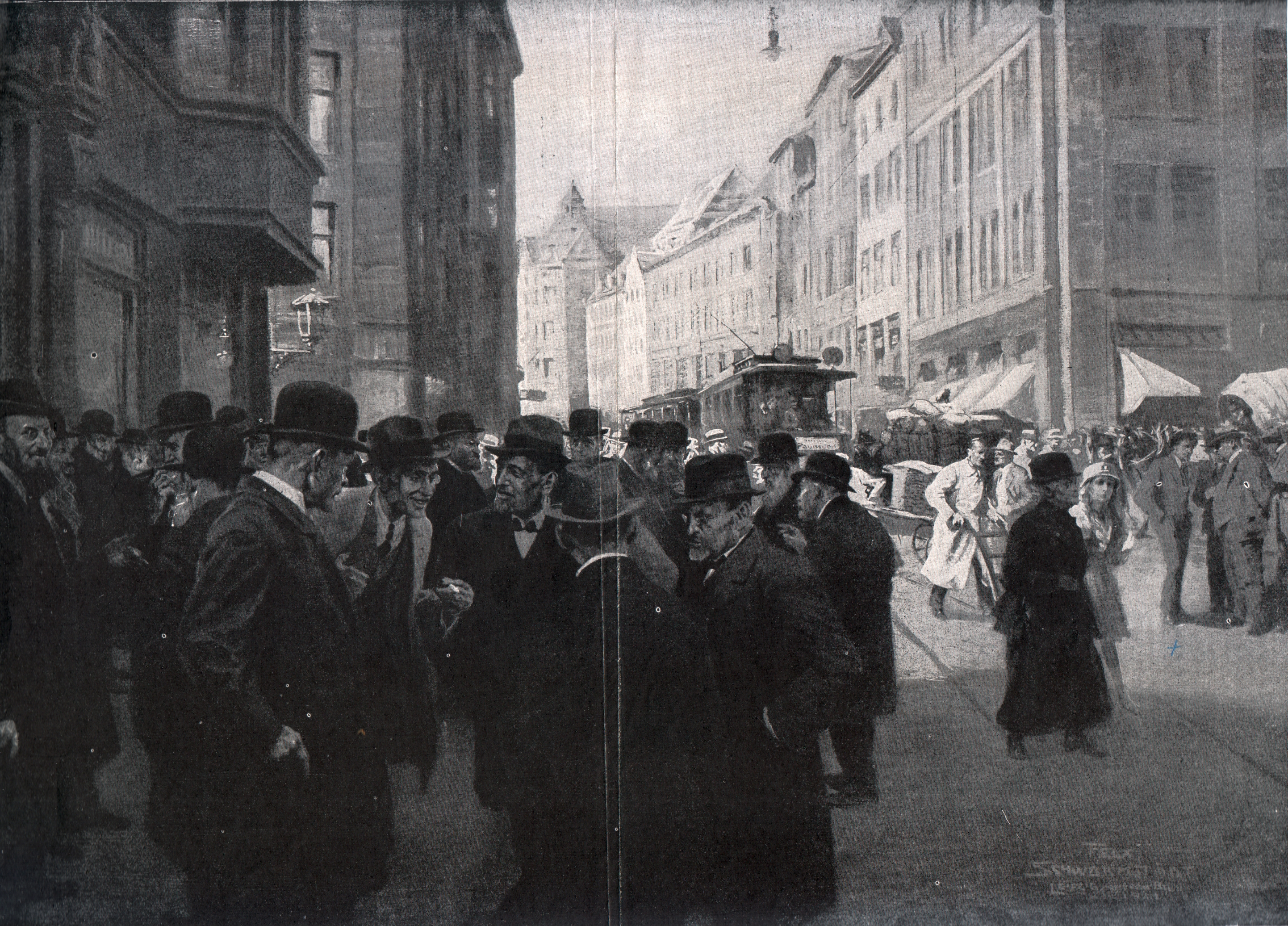
Leipzig, Auf dem Brühl, von Felix Schwormstädt, wohl 1922

Am Brühl waren fast zehn Prozent der Leipziger Juden in der Pelzindustrie der Stadt tätig. Die meisten im Pelzhandel tätigen Juden waren polnischer Abstammung, und die hervorragende Qualität der Pelze machte Leipzig neben anderen Zentren in Europa wie Paris und London zu einem Zentrum der Pelzindustrie. Bis in die 1930er Jahre trugen Unternehmen entlang des Brühls zu einem Drittel des weltweiten Pelzhandels bei. Als die Nationalsozialisten 1933 begannen, Einfluss auf die Politik zu nehmen, gerieten die jüdischen Familienunternehmen in Leipzig wirtschaftlich in ein schweres Fahrwasser. Die Nationalsozialisten riefen die Öffentlichkeit dazu auf, jüdische Pelze zu boykottieren, was es vielen Juden in Leipzig erschwerte, ihren Lebensunterhalt zu bestreiten. Der aus rein wirtschaftlichen Gründen anfällige Leipziger Pelzhandel brach bereits vor der NS-Zeit und während der Weltwirtschaftskrise leicht ein. Während des Zweiten Weltkriegs führten die Schließung jüdischer Unternehmen und die Gegenmaßnahmen der Alliierten zum Niedergang dieser Industrie.
Ebenso wie die angegriffenen Banken und Kaufhäuser gerieten auch der Bekleidungs-/Schuhhandel und der Viehhandel ins Visier, weil sie „jüdisch“ waren. In Leipzig fand der Handel vor allem in mittelständischen Fachgeschäften statt, deren Inhaber regelmäßig für makroökonomische Kräfte wie drastisch steigende Inflationsraten verantwortlich gemacht wurden. Bei diesen Betrieben war nicht die Gesetzgebung treibende Kraft der späteren systematischen „Arisierung“ der Nationalsozialisten. Vielmehr wurden sie schon in der Anfangsphase von Parteifunktionären und Konkurrenten drangsaliert. Häufig wurden sie dennoch verkauft und dann sogar verkauft durch diese Faktoren zerstört. Unter dem Druck von Parteifunktionären und Konkurrenten begannen vereinzelt Banken, wie etwa die Deutsche-Bank-Filiale in Leipzig, Kreditlinien zu kündigen und Sollkonten aufzulösen. Auch wenn es sich bei der Beendigung der Geschäftskontakte der Deutschen Bank mit den jüdischen Firmen nicht um eine konkrete „Arisierung“ und nicht speziell um den Pelzhandel handelte, wurden solche Geschäftskontakte in Zukunft nur spärlicher und am Ende wurden Management und Eigentümer gezwungen, arisch zu werden.

#### C. F. Peters Musikverlag

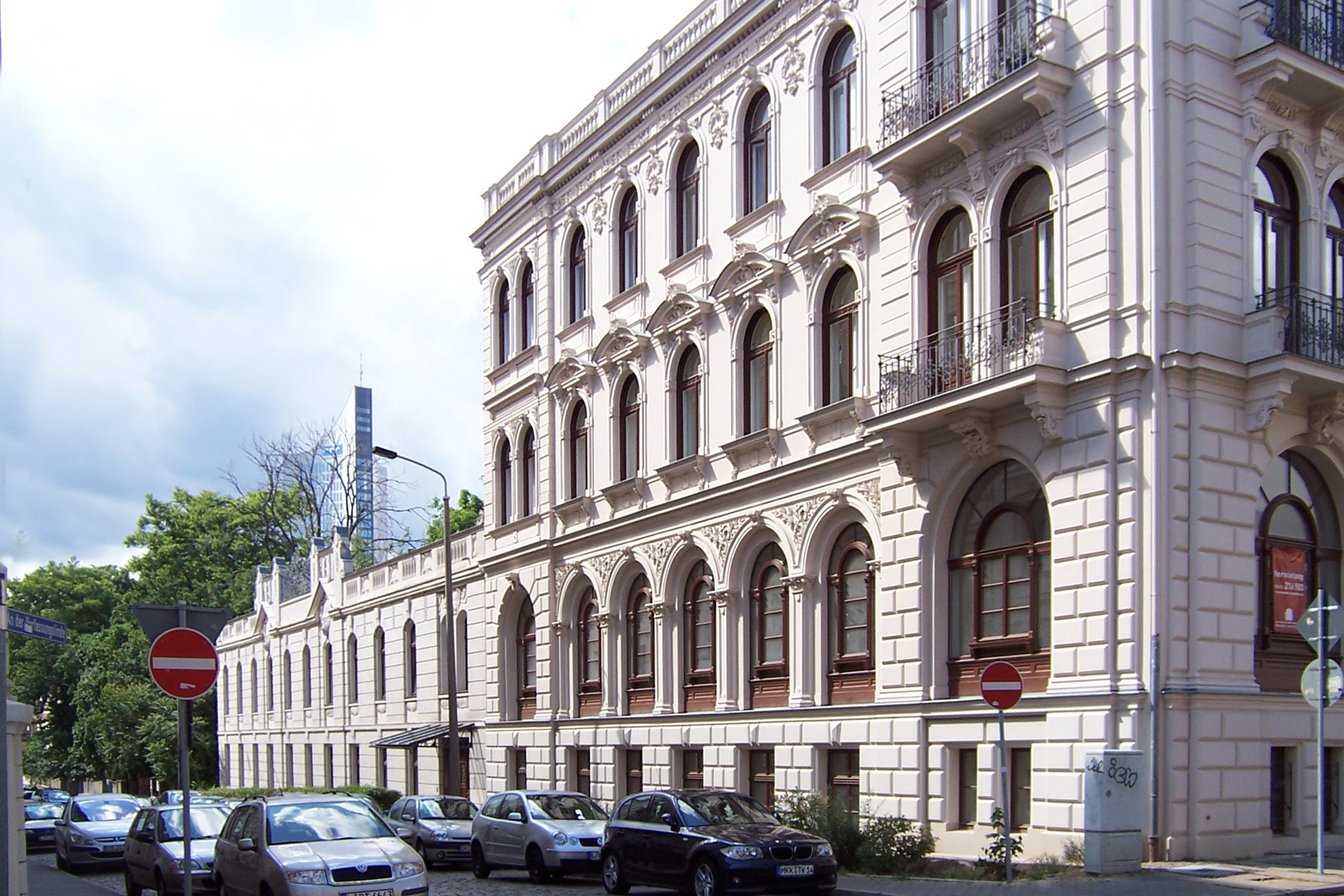
Ehemaliges Gebäude des C. F. Peters Musikverlag in Leipzig, Ecke An der Verfassungslinde/Talstraße

Der 1900 errichtete Musikverlag C. F. Peters mit Henri Hinrichsen als Eigentümer trug dazu bei, Leipzig zu einem der führenden Standorte für Musikverlage in Deutschland zu machen. Henri Hinrichsen, ein erfolgreicher Geschäftsmann und Philanthrop, wurde bald zum Ziel von Diskriminierung und Ausgrenzung durch die Berufs- und Standesorganisationen der Musikverleger. Nach vielen Jahren des Drucks und der Diskriminierung gab es in Deutschland nur noch 17 anerkannte „jüdische“ Musikverlage, darunter C. F. Peters. Am 10. November 1938 erreichte die Kampagne ihren Höhepunkt, als der Firmensitz geplündert und die Erzeugnisse verbrannt wurden. Etwas mehr als ein Jahr später, am 15. November 1939, wurden Henri und sein Sohn Hans ausgewiesen und die Zwangsarisierung des Unternehmens begann. Die Maßnahmen wurden von SS-Regimentsführer Gerhard Noatzke geleitet. Im Juli 1939 wurde ein Kaufvertrag abgeschlossen und das Anwesen zusammen mit seinen Gebäuden wie der Peters-Musikbibliothek für eine Million Reichsmark verkauft. Henri, seine Frau Martha und ihr Sohn Hans versuchten erfolglos, in die USA auszuwandern. Henri wurde nach dem Tod seiner Frau und seines Sohnes in Brüssel bzw. Perpignan nach Auschwitz deportiert und später ermordet.
Den beiden anderen Söhnen von Henri, Max und Walter, gelang die Flucht aus Deutschland und sie überlebten in London bzw. den USA. Max, der jüngere der beiden, kämpfte viele Jahre lang um die Anerkennung seiner Rechte am Peters-Katalog. Schließlich wurden sie 1951 durch ein Urteil des High Court anerkannt und Max führte die Leipziger Tradition mit seiner zuvor gegründeten Peters Edition Ltd. fort.
Walter gelang 1936 die Emigration in die USA, wo er schließlich die CF Peters Corp. in New York gründete. Hier druckte er Titel der Edition Peters nach und leitete schließlich einen renommierten Verlag. Nur neun Jahre später kehrte Walter als US-amerikanischer Staatsbürger und Musikoffizier der US-Armee aus geschäftlichen Gründen nach Leipzig zurück.

#### Volksgut
Fünf Jahre nach dem Aprilboykott von 1933, im Jahr 1938, genehmigte ein neu erlassenes Urteil die Liquidation des jüdischen Teils der Wirtschaft. Im Wesentlichen wurde jüdisches Vermögen als „Volksgut“ deklariert. Viele große und international agierende Unternehmen gerieten schließlich in den „Arisierungsprozess“ wie etwa der C. F. Peters Musikverlag. Bis zum Ende des nächsten Jahres, 1939, war die deutsche Wirtschaft im Wesentlichen erfolgreich vom jüdischen Einfluss „gesäubert“ und die Aktivitäten verlagerten sich nun auf Wohngebiete. Vor allem Juden wurden aus ihren Häusern vertrieben und in sogenannte „Judenhäuser“ umgesiedelt. Zwei Jahre später, 1941, wurden Juden mit einem Erlass des Reichssicherheitshauptamtes (RSHA) sowie der „Elften Verordnung zum Gesetz über die Staatsangehörigkeit des Reiches“ an der Auswanderung aus Deutschland gehindert. Außerdem wurden ihnen die deutsche Staatsbürgerschaft und die damit verbundenen Rechte entzogen. Auch den außerhalb Deutschlands lebenden Juden wurde die Staatsbürgerschaft entzogen. Bald darauf folgte die Beschlagnahmung von Eigentum und Vermögen, und am 21. Januar 1942 begannen in Leipzig Deportationen, um Juden in die neu ausgewiesenen Judenhäuser umzusiedeln.

#### Auswirkungen auf die jüdische Bevölkerung
Obwohl die meisten Juden reisende Kaufleute waren, zählte die jüdische Gemeinde in Leipzig 1935 – weniger als ein Jahrhundert nach ihrer Gründung – 11.564 Mitglieder und war damit die sechstgrößte jüdische Gemeinde in Deutschland und die größte in Sachsen. Obwohl der Antisemitismus weiterhin vorherrschte, blühte die Gemeinde entgegen der nationalsozialistischen Politik. Die Auswirkungen der NS-Politik in Leipzig spiegeln sich in dem erheblichen Rückgang der in Leipzig lebenden Juden von 1935 bis 1939 wider. Laut Volkszählung vom 19. Mai 1939 waren ein halbes Prozent der Leipziger Bürger Juden, davon 4470 aufgrund ihrer Abstammung und 4.113 aufgrund ihrer Religionszugehörigkeit waren. Der Rückgang der jüdischen Gemeinde in Leipzig von 1935 bis 1939 kann auf die Verfolgung durch die Nationalsozialisten und die Auswanderung zurückgeführt werden, allerdings war die Bevölkerungszahl zu diesem Zeitpunkt immer noch beträchtlich.

## Jüdische Einrichtungen in Leipzig

### Jüdische Gemeinde

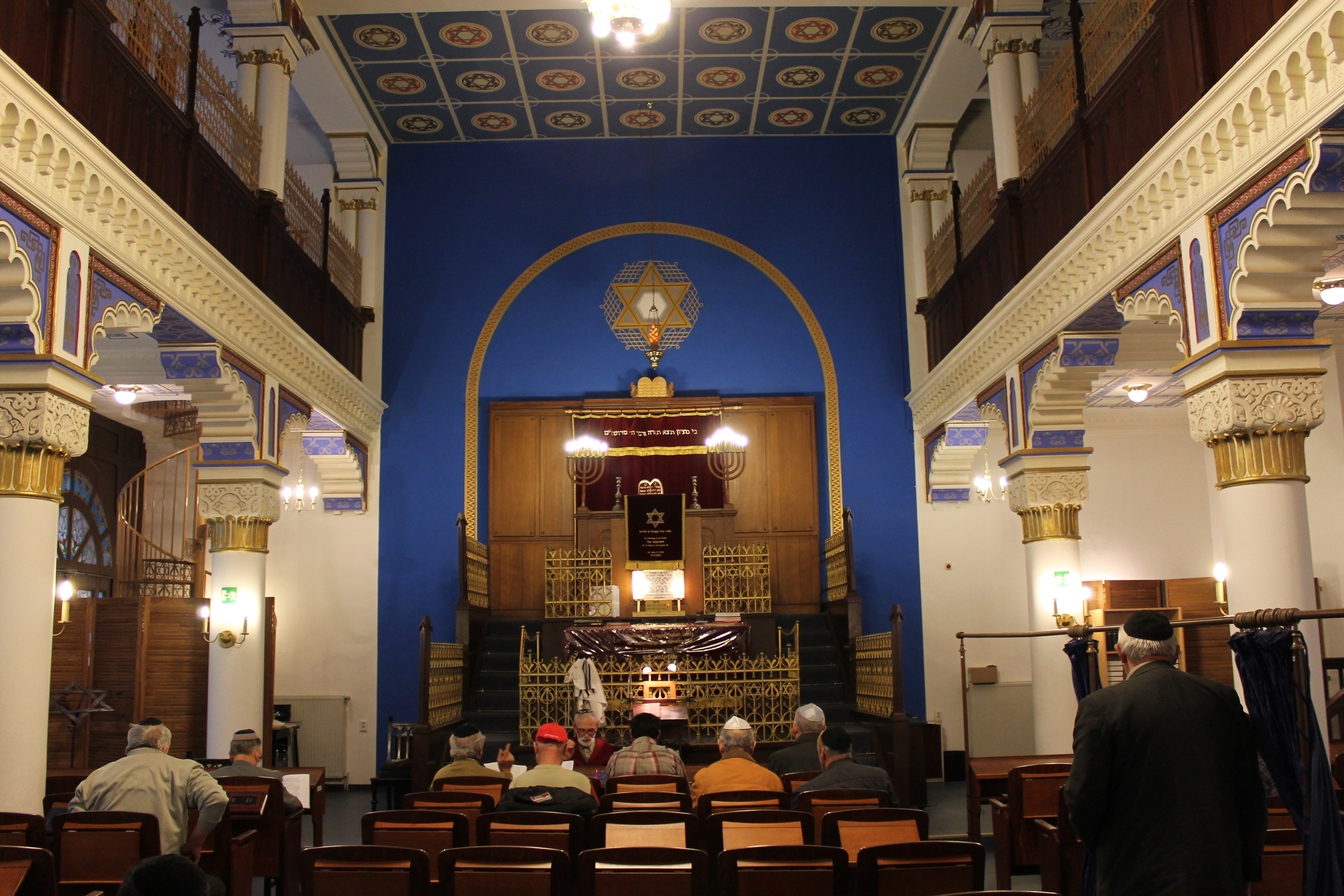
Leipziger Synagoge

Derzeit (Stand 4/2024) verfügt Leipzig über die aktivste jüdische Gemeinde Mitteldeutschlands. In der einzigen verbliebenen Synagoge, die den Krieg überstanden hat (die Brody-Synagoge), befindet sich der einzige tägliche Minjan in Mitteldeutschland.
1989 hatte die Gemeinde 30 Mitglieder, doch durch die Einwanderung aus der ehemaligen Sowjetunion begann sie zu wachsen. Im Jahr 2012 zählte die jüdische Gemeinde 1.300 Mitglieder.

### Die Mikwe
2006 wurde eine Mikwe für Frauen gebaut.

### Jüdische Friedhöfe
In Leipzig gibt es zwei jüdische Friedhöfe. NSDAP, Hauptfinanzamt und Landespolizei beschlossen am 30. Juni 1937 den Abriss des alten jüdischen Friedhofs mit der Begründung, dass das Gelände „zugewachsen“ und der Eingang durch Trümmer versperrt sei. Die 334 Toten aus den Gräbern wurden exhumiert und gemeinsam in einem großen Grab auf dem Neuisraelitischen Friedhof beigesetzt. Der alte jüdische Friedhof wurde zum Spielplatz für „arische“ Kinder. Der neue Friedhof wird seit 1927 genutzt. Im April 1972 begannen Bauarbeiten für die Erneuerung des Festsaals sowie die Sanierung der Trauerhalle.

### Koschere Geschäfte
In der Gemeinde gibt es einen koscheren Laden, in dem Produkte zu kaufen sind, die es in örtlichen Geschäften nicht zu kaufen gibt, wie Fleisch, Wein, Käse und mehr. Seit 2012 überwacht der Gemeinderabbiner, Rabbi Zsolt Balla, die Produktion eine der Bäckereien, die dienstags und freitags zum Bauernmarkt kommen, damit die Gemeinde in den Genuss von koscherem Brot kommen kann.
2019 eröffnete in Leipzig das koschere Restaurant Café Salomon. Es ist das einzige koschere Restaurant in Leipzig und das erste seit dem Zweiten Weltkrieg. Die Speisekarte des Cafés ist milchig und serviert Milchprodukte und Fisch, aber kein Fleisch.

## Erziehung und Bildung

### Anfang der 1930er Jahre

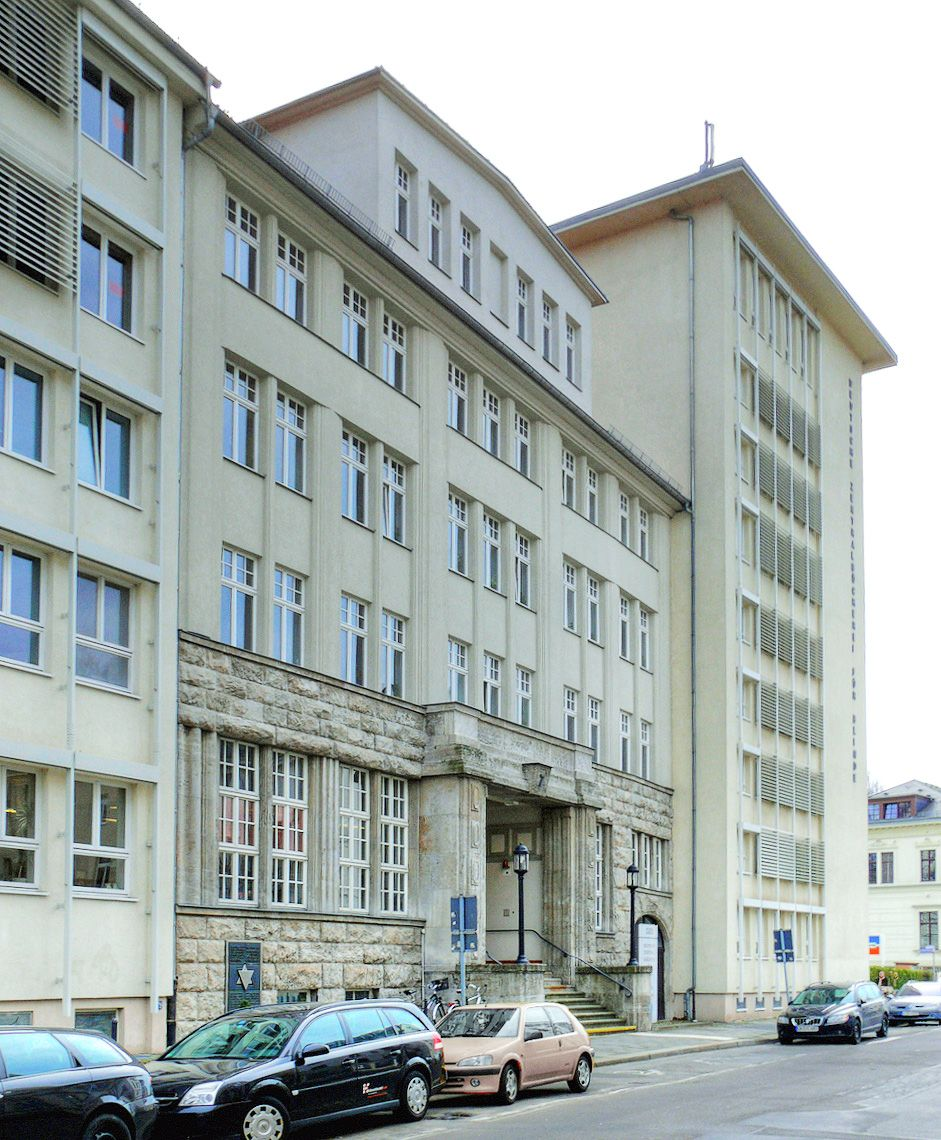
Im mittleren Gebäude befand sich die Höhere Israelitische Schule (2015)

Jüdische Kinder besuchten entweder die Carlebach-Schule mit einem Lehrplan, in dem Jüdische Erziehung in andere Lehrfächer integriert war, oder nichtjüdische Schulen. Der Holocaust-Überlebende Martin Kapel berichtet, eine nichtjüdische Schule besucht zu haben, obwohl er jüdisch erzogen wurde. Er erinnert sich, dass sein Lehrer jeden Tag nationalsozialistische Propaganda in den Unterricht einbaute. Zu Beginn jedes Schuljahrs und auch sonst im Laufe des Schuljahrs stand der Schulleiter von Martins Schule mit einer großen Hakenkreuzfahne vor der Schülerschaft und hielt eine Rede voller NS-Propaganda. Im Anschluss an die Rede wurde von den Kindern erwartet, dass sie ihre Arme zum Hitlergruß heben und die deutsche Nationalhymne sowie das Horst-Wessel-Lied, ein nationalsozialistisches Propagandalied, singen.
1938 wurden jüdische Kinder gezwungen, nichtjüdische Schulen zu verlassen und konnten nur noch die von jüdischen Lehrern unterrichteten Schulen besuchen. Martin Kapel erinnert sich, dass er und viele seiner Klassenkameraden aufgrund der Überbelegung in den Schulen Schwierigkeiten hatten, sich auf den Unterricht zu konzentrieren.

### Aktuell
Seit über 10 Jahren gibt es in Leipzig einen jüdischen Spielkreis und Kindergarten der Jüdischen Gemeinde Leipzig. Die Altersspanne liegt zwischen 2 und 6 Jahren, ab diesem Zeitpunkt gehen sie in die erste Klasse. Auch für jüdische Schüler gibt es eine jüdische Infrastruktur. Im Jahr 2005 eröffnete die Ronald S. Lauder Stiftung das Tora Zentrum, einen Ort, an dem jüdische Studierende aus Leipzig und der Region zusammenkommen können, um andere jüdische Studierende zu treffen und etwas über das Judentum zu lernen. Das Tora Zentrum organisiert wöchentliche Kurse, Schabbat-Mahlzeiten sowie gesellschaftliche Veranstaltungen und Aktivitäten für jüdische Studierende im Alter zwischen 18 und 32 Jahren. Im Jahr 2013 änderte das Tora Zentrum seinen Namen in Nezach – Jüdisches Mitteldeutschland.
2007 wurde das Ariowitsch-Haus, ein jüdisches Gemeindezentrum, gegründet. Das Ariowitsch-Haus dient als Zentrum für jüdische Kultur und Erbe durch Feiertagsfeiern, israelbezogene Programme und jüdische Bildung für die allgemeine Gemeinschaft.
Seit 2011 besteht eine Städtepartnerschaft zwischen Leipzig und Herzliya.